# 淨庭女王
淨庭女王（生卒年不詳），日本平安時代初期的皇族，光仁天皇時的伊勢神宮齋宮。她是右大臣神王（天智天皇曾孫）之女，母親是美努摩內親王（光仁天皇皇女）。
她在775年（寶龜6年）四月廿九接替上一任的酒人內親王被選為齋宮。781年（天應元年）隨著光仁天皇的禪位和崩御而退任。791年（延曆10年）四月廿七敘位從五位下。此後再沒有關於她的記載。